# Trois hommes et un couffin
Trois hommes et un couffin (no Brasil, Três homens e um bebê) é um filme de drama francês de 1985 dirigido e escrito por Coline Serreau. Foi indicado ao Oscar de melhor filme estrangeiro na edição de 1986, representando a França.

## Elenco
- Roland Giraud - Pierre
- Michel Boujenah - Michel
- André Dussollier - Jacques
- Philippine Leroy-Beaulieu - Sylvia
- Dominique Lavanant - Madame Rapons
- Marthe Villalonga - Antoinette
- Annick Alane - farmacêutico